# Amesiella
Amesiella là một chi lan đặc hữu của đảo Luzon, Philippines.

## Danh sách các loài
- Amesiella minor  Senghas (1999)
- Amesiella monticola  Cootes & D.P.Banks (1998)
- Amesiella philippinensis  (Ames) Garay (1972